# Grand Prix automobile de Miami 2023
GP précédent GP suivant
Le Grand Prix automobile de Miami 2023 (Formula 1 crypto.com Miami Grand Prix 2023) disputé le 7 mai 2023 sur l'Autodrome international de Miami est la 1084e épreuve du championnat du monde de Formule 1 courue depuis 1950. Il s'agit de la deuxième édition du Grand Prix de Miami comptant pour le championnat du monde de Formule 1 et de la cinquième manche du championnat 2023. Il est le premier des trois Grand Prix organisés en 2023 aux États-Unis, avant le Grand Prix des USA disputé à Austin puis le nouveau Grand Prix de Las Vegas. L'épreuve se déroule depuis 2022 sur l'Autodrome international de Miami, un circuit temporaire de 5,41 km construit sur le site du Hard Rock Stadium à Miami Gardens.
Sergio Pérez en pole position, pour la troisième fois de sa carrière, Fernando Alonso à ses côtés en première ligne, Carlos Sainz Jr. devant Kevin Magnussen sur la deuxième ligne, suivis par Pierre Gasly et George Russell : la composition du haut de la grille de départ est la résultante directe de l'impossibilité pour Charles Leclerc et Max Verstappen d'aller au bout de leurs deuxièmes tentatives en Q3 ; le Monégasque perd le contrôle de sa SF-23 dans le virage no 7 et tape les protections par l'arrière, ce qui provoque un drapeau rouge définitif à une minute trente du terme de la séance, alors que Verstappen, parti à la faute lors de sa première tentative, fonçait vers un probable meilleur temps, ayant réalisé en Q2 un chrono meilleur de celui valant à Pérez son départ en tête. Avec sa performance en première tentative, Leclerc est en quatrième ligne devant Esteban Ocon ; Verstappen part neuvième, accompagné en cinquième ligne par Valtteri Bottas qui comme lui, n'a pas pu effectuer de tour lancé.
Remonté de la neuvième à la seconde place en seulement quinze tours, Max Verstappen prend le meilleur sur  son coéquipier Sergio Pérez pour remporter sa troisième victoire de la saison, la trente-huitième de sa carrière ; il égale ainsi le total de succès au volant d'une Red Bull, du quadruple champion du monde Sebastian Vettel. Derrière ce quatrième doublé en cinq courses de l'écurie de Milton Keynes, toujours invaincue, Fernando Alonso monte sur son quatrième podium de l'année, bien que son Aston Martin accuse plus de vingt-cinq secondes de retard.

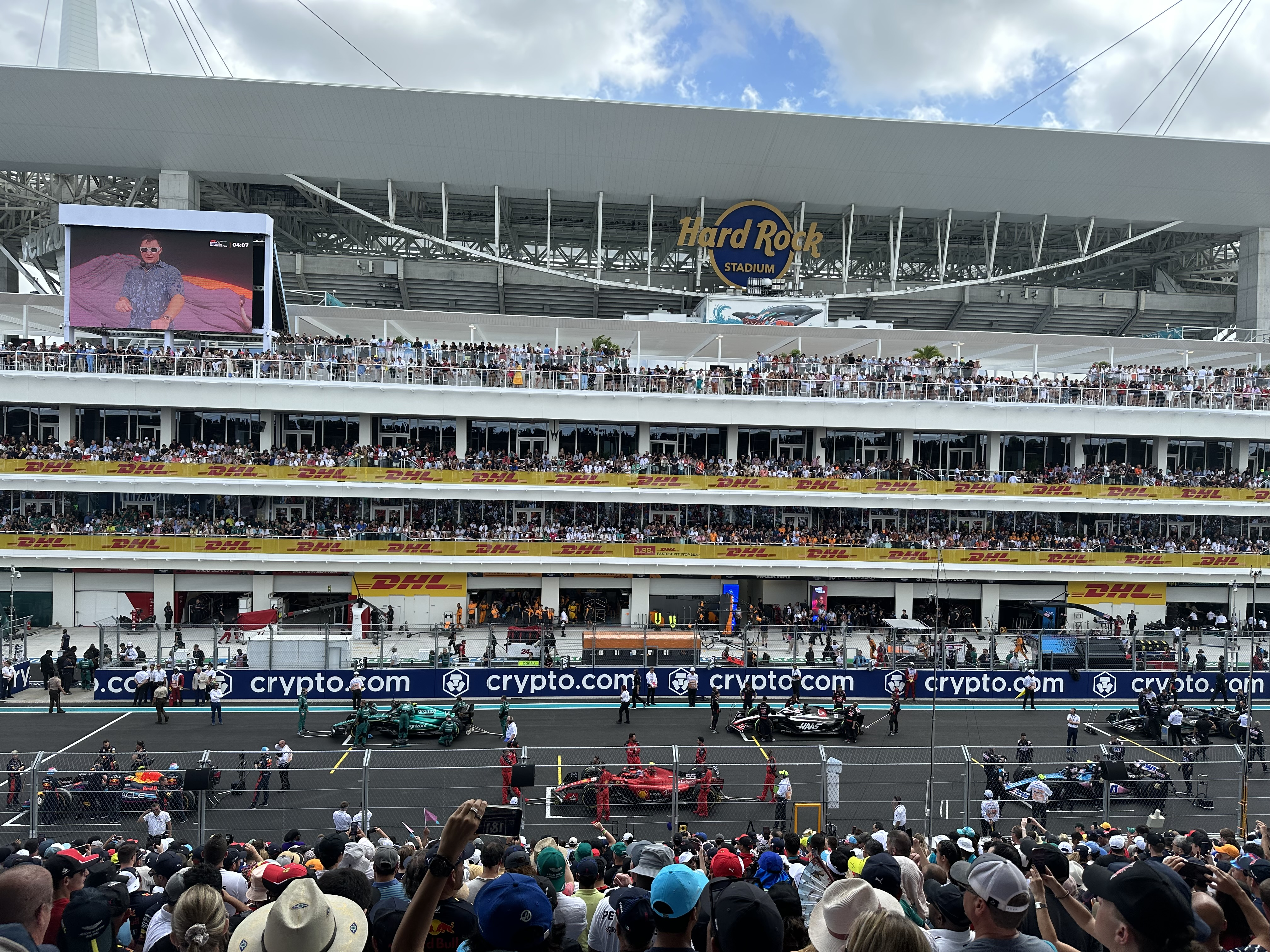
La grille de départ avec Sergio Pérez en pole position.

Au départ, Pérez garde les commandes devant Alonso et Sainz, alors que Verstappen, chaussé de pneus durs, choix le plus judicieux puisque ceux-ci ne subissent pratiquement aucune dégradation au contraire de la gamme medium, entame sa remontée expresse vers l'avant de la course avec, notamment, un double dépassement sur Leclerc et Magnussen alors en pleine bagarre, au quatrième tour. Au quatorzième et quinzième passages, grâce à son aileron arrière mobile, Verstappen double Sainz puis Alonso et revient à moins de quatre secondes de la tête. Pérez change ses medium pour des durs au vingtième tour tandis que Sainz, qui l'imite, écope de cinq secondes de pénalité pour un excès de vitesse dans la voie des stands. Désormais leader, Verstappen  construit sa victoire en maintenant jusqu'au quarante-cinquième passage, avec ses pneus durs du départ, un écart d'environ dix-huit secondes sur Pérez ; les Red Bull RB19 s'échangent les records du tour et tournent une seconde plus vite que le reste du plateau. Après qu'il chausse ses pneus medium, à douze boucles du terme, le Néerlandais n'a besoin que de deux tours pour dépasser son coéquipier et remporter l'épreuve en s'attribuant le point bonus à un tour de l'arrivée.
Derrière, Alonso tire une nouvelle fois son épingle du jeu en menant une course solitaire, loin des RB19 mais loin devant Sainz, puis Russell qui dépasse la Ferrari au trente-sixième tour pour s'emparer de la quatrième place. Le vétéran espagnol a même le temps d'observer les écrans géants pour saluer une belle manœuvre de dépassement de son coéquipier Lance Stroll. En vue de l'arrivée, Hamilton dépasse Leclerc pour le gain de la sixième place. Après avoir roulé en meilleure position durant la course, les Alpine de Pierre Gasly et Esteban Ocon terminent huitième et neuvième, alors que Magnussen, parti quatrième, sauve le point de la dixième place devant un petit train de DRS constitué de Yuki Tsunoda et de Lance Stroll.
Les trois premiers du championnat du monde confortent leurs positions, Verstappen (119 points) a désormais 14 unités d'avance sur Pérez (105 points), suivi d'Alonso (75 points). Hamilton conserve sa quatrième place (56 points) devant Sainz (44 points), Russell (40 points), Leclerc (34 points), Stroll (27 points), Norris (10 points) et Gasly, dixième avec 8 points. Red Bull Racing, toujours invaincu, occupe la tête du classement des constructeurs avec 224 points, loin devant Aston Martin (102 points), Mercedes (96 points) et Ferrari (78 points). McLaren, cinquième avec 14 points, voit Alpine revenir à égalité de points ; suivent Haas (8 points), Alfa Romeo (6 points), AlphaTauri (2 points) et Williams (1 point).

## Contexte avant la course
Trois semaines seulement avant la tenue du Grand Prix, le circuit urbain est totalement inondé, la Floride étant victime d'inondations très importantes. Fort Lauderdale, situé à proximité, a déclaré l'état d'urgence en raison de précipitations historiques. Alors que ni les responsables de la Formule 1 ni les organisateurs de la course n'ont encore fait de commentaire, les ouvriers chargés de l'installation des infrastructures déclarent que plusieurs d'entre elles seront à remplacer,,.
Cette situation catastrophique avait été évoquée lors de l'édition précédente, lorsque Sebastian Vettel était apparu à Miami avec un t-shirt évoquant le réchauffement climatique et la montée des eaux qui menacent la Floride ainsi qu'avec un casque, orné d'un tuba, indiquant « ACT NOW or swim later »,,.

## Pneus disponibles
| Pneus pour piste sèche | Pneus pour piste sèche | Pneus pour piste sèche | Pneus pluie    | Pneus pluie |
| ---------------------- | ---------------------- | ---------------------- | -------------- | ----------- |
| Durs (Type C2)         | Medium (Type C3)       | Tendres (Type C4)      | Intermédiaires | Pluie       |

## Essais libres

### Première séance, le vendredi de 14 h 30 à 15 h 30
| Pos. | Pilote           | Voiture               | Chrono         | Écart     |
| ---- | ---------------- | --------------------- | -------------- | --------- |
| 1    | George Russell   | Mercedes              | 1 min 30 s 125 |           |
| 2    | Lewis Hamilton   | Mercedes              | 1 min 30 s 337 | + 0 s 212 |
| 3    | Charles Leclerc  | Ferrari               | 1 min 30 s 449 | + 0 s 324 |
| 4    | Max Verstappen   | Red Bull - Honda RBPT | 1 min 30 s 549 | + 0 s 424 |
| 5    | Carlos Sainz Jr. | Ferrari               | 1 min 30 s 724 | + 0 s 599 |
| 6    | Pierre Gasly     | Alpine - Renault      | 1 min 31 s 104 | + 0 s 979 |

- Dès le début de séance, Nyck de Vries part en tête-à-queue dans un long virage à droite et doit prendre la piste en sens inverse pour se sortir de cette mauvaise passe ; la direction de course relève un « pilotage dangereux » mais ne le sanctionne pas, le pilote n'ayant pas d'alternative pour reprendre la séance. À dix-huit minute du terme, la session est interrompue au drapeau rouge après une sortie de piste de Nico Hülkenberg dans le virage no 3 ; sa Haas VF-23 est légèrement endommagée au niveau de ses roues droites et de son aileron avant[11],[12].

### Deuxième séance, le vendredi de 18 h à 19 h
| Pos. | Pilote           | Voiture               | Chrono         | Écart     |
| ---- | ---------------- | --------------------- | -------------- | --------- |
| 1    | Max Verstappen   | Red Bull-Honda RBPT   | 1 min 27 s 930 |           |
| 2    | Carlos Sainz Jr. | Ferrari               | 1 min 28 s 315 | + 0 s 385 |
| 3    | Charles Leclerc  | Ferrari               | 1 min 28 s 398 | + 0 s 468 |
| 4    | Sergio Pérez     | Red Bull-Honda RBPT   | 1 min 28 s 419 | + 0 s 489 |
| 5    | Fernando Alonso  | Aston Martin-Mercedes | 1 min 28 s 660 | + 0 s 730 |
| 6    | Lando Norris     | McLaren-Mercedes      | 1 min 28 s 741 | + 0 s 811 |

- La séance est interrompue au drapeau rouge à une dizaine de minutes de son terme lorsque Charles Leclerc perd le contrôle de sa Ferrari SF-23 dans le virage no 7 et file droit dans les barrières en Tecpro[14],[15].

### Troisième séance, le samedi de 12 h 30 à 13 h 30
| Pos. | Pilote           | Voiture             | Chrono         | Écart     |
| ---- | ---------------- | ------------------- | -------------- | --------- |
| 1    | Max Verstappen   | Red Bull-Honda RBPT | 1 min 27 s 535 |           |
| 2    | Charles Leclerc  | Ferrari             | 1 min 27 s 941 | + 0 s 406 |
| 3    | Sergio Pérez     | Red Bull-Honda RBPT | 1 min 28 s 050 | + 0 s 515 |
| 4    | Carlos Sainz Jr. | Ferrari             | 1 min 28 s 125 | + 0 s 590 |
| 5    | Esteban Ocon     | Alpine-Renault      | 1 min 28 s 407 | + 0 s 872 |
| 6    | Pierre Gasly     | Alpine-Renault      | 1 min 28 s 428 | + 0 s 893 |

## Séance de qualifications

### Résultats des qualifications et grille de départ
| Pos.                                                                                      | Pilote           | Écurie                | Qualifications 1 | Qualifications 2 | Qualifications 3 |
| ----------------------------------------------------------------------------------------- | ---------------- | --------------------- | ---------------- | ---------------- | ---------------- |
| 1                                                                                         | Sergio Pérez     | Red Bull-Honda RBPT   | 1 min 27 s 713   | 1 min 27 s 328   | 1 min 26 s 841   |
| 2                                                                                         | Fernando Alonso  | Aston Martin-Mercedes | 1 min 28 s 179   | 1 min 27 s 097   | 1 min 27 s 202   |
| 3                                                                                         | Carlos Sainz Jr. | Ferrari               | 1 min 27 s 686   | 1 min 27 s 148   | 1 min 27 s 349   |
| 4                                                                                         | Kevin Magnussen  | Haas-Ferrari          | 1 min 27 s 809   | 1 min 27 s 673   | 1 min 27 s 767   |
| 5                                                                                         | Pierre Gasly     | Alpine-Renault        | 1 min 28 s 061   | 1 min 27 s 612   | 1 min 27 s 786   |
| 6                                                                                         | George Russell   | Mercedes              | 1 min 28 s 086   | 1 min 27 s 743   | 1 min 27 s 804   |
| 7                                                                                         | Charles Leclerc  | Ferrari               | 1 min 27 s 713   | 1 min 26 s 964   | 1 min 27 s 861   |
| 8                                                                                         | Esteban Ocon     | Alpine-Renault        | 1 min 27 s 872   | 1 min 27 s 444   | 1 min 27 s 935   |
| 9                                                                                         | Max Verstappen   | Red Bull-Honda RBPT   | 1 min 27 s 363   | 1 min 26 s 814   | Pas de temps     |
| 10                                                                                        | Valtteri Bottas  | Alfa Romeo-Ferrari    | 1 min 27 s 864   | 1 min 27 s 564   | Pas de temps     |
| 11                                                                                        | Alexander Albon  | Williams-Mercedes     | 1 min 28 s 234   | 1 min 27 s 795   |                  |
| 12                                                                                        | Nico Hülkenberg  | Haas-Ferrari          | 1 min 27 s 945   | 1 min 27 s 903   |                  |
| 13                                                                                        | Lewis Hamilton   | Mercedes              | 1 min 27 s 846   | 1 min 27 s 975   |                  |
| 14                                                                                        | Zhou Guanyu      | Alfa Romeo-Ferrari    | 1 min 28 s 180   | 1 min 28 s 091   |                  |
| 15                                                                                        | Nyck de Vries    | AlphaTauri-Honda RBPT | 1 min 28 s 325   | 1 min 28 s 395   |                  |
| 16                                                                                        | Lando Norris     | McLaren-Mercedes      | 1 min 28 s 394   |                  |                  |
| 17                                                                                        | Yuki Tsunoda     | AlphaTauri-Honda RBPT | 1 min 28 s 429   |                  |                  |
| 18                                                                                        | Lance Stroll     | Aston Martin-Mercedes | 1 min 28 s 476   |                  |                  |
| 19                                                                                        | Oscar Piastri    | McLaren-Mercedes      | 1 min 28 s 484   |                  |                  |
| 20                                                                                        | Logan Sargeant   | Williams-Mercedes     | 1 min 28 s 577   |                  |                  |
| Temps minimal à réaliser pour la qualification : 1 min 33 s 478 (107 % de 1 min 27 s 363) |                  |                       |                  |                  |                  |

- La séance est définitivement interrompue au drapeau rouge à une minute trente de son terme lorsque Charles Leclerc perd le contrôle de sa Ferrari SF-23 dans le virage no 7, comme la veille lors de la seconde séance d'essais, et s'encastre dans les barrières en Tecpro[18],[19].

## Course

### Classement de la course
| Pos. | no | Pilote           | Écurie                | Tours | Temps/Abandon                      | Grille | Points |
| ---- | -- | ---------------- | --------------------- | ----- | ---------------------------------- | ------ | ------ |
| 1    | 1  | Max Verstappen   | Red Bull-Honda RBPT   | 57    | 1 h 27 min 38 s 241 (211,092 km/h) | 9      | 25 + 1 |
| 2    | 11 | Sergio Pérez     | Red Bull-Honda RBPT   | 57    | + 5 s 384                          | 1      | 18     |
| 3    | 14 | Fernando Alonso  | Aston Martin-Mercedes | 57    | + 26 s 305                         | 2      | 15     |
| 4    | 63 | George Russell   | Mercedes              | 57    | + 33 s 229                         | 6      | 12     |
| 5    | 55 | Carlos Sainz Jr. | Ferrari               | 57    | + 42 s 511 (dont 5 s de pénalité)  | 3      | 10     |
| 6    | 44 | Lewis Hamilton   | Mercedes              | 57    | + 51 s 249                         | 13     | 8      |
| 7    | 16 | Charles Leclerc  | Ferrari               | 57    | + 52 s 988                         | 7      | 6      |
| 8    | 10 | Pierre Gasly     | Alpine-Renault        | 57    | + 55 s 670                         | 5      | 4      |
| 9    | 31 | Esteban Ocon     | Alpine-Renault        | 57    | + 58 s 123                         | 8      | 2      |
| 10   | 20 | Kevin Magnussen  | Haas-Ferrari          | 57    | + 1 min 02 s 945                   | 4      | 1      |
| 11   | 22 | Yuki Tsunoda     | AlphaTauri-Honda RBPT | 57    | + 1 min 04 s 309                   | 17     |        |
| 12   | 18 | Lance Stroll     | Aston Martin-Mercedes | 57    | + 1 min 04 s 754                   | 18     |        |
| 13   | 77 | Valtteri Bottas  | Alfa Romeo-Ferrari    | 57    | + 1 min 11 s 637                   | 10     |        |
| 14   | 23 | Alexander Albon  | Williams-Mercedes     | 57    | + 1 min 12 s 861                   | 11     |        |
| 15   | 27 | Nico Hülkenberg  | Haas-Ferrari          | 57    | + 1 min 14 s 950                   | 12     |        |
| 16   | 24 | Zhou Guanyu      | Alfa Romeo-Ferrari    | 57    | + 1 min 18 s 440                   | 14     |        |
| 17   | 4  | Lando Norris     | McLaren-Mercedes      | 57    | + 1 min 27 s 717                   | 16     |        |
| 18   | 21 | Nyck de Vries    | AlphaTauri-Honda RBPT | 57    | + 1 min 28 s 949                   | 15     |        |
| 19   | 81 | Oscar Piastri    | McLaren-Mercedes      | 56    | + 1 tour                           | 19     |        |
| 20   | 2  | Logan Sargeant   | Williams-Mercedes     | 56    | + 1 tour                           | 20     |        |

### Pole position et record du tour
- Pole position :  Sergio Pérez (Red Bull-Honda RBPT) en 1 min 26 s 841 (224,354 km/h)[21].
- Meilleur tour en course :  Max Verstappen (Red Bull-Honda RBPT) : en 1 min 29 s 708 (217,184 km/h) au cinquante-sixième tour ; vainqueur de la course, il remporte le point bonus associé au meilleur tour[22].

### Tours en tête
- Sergio Pérez (Red Bull-Honda RBPT) : 21 tours (1-19 / 46-47)[23]
- Max Verstappen (Red Bull-Honda RBPT) : 36 tours (20-45 / 48-57)

## Classements généraux à l'issue de la course
| Pos. | Pilote           | Écurie                | Points |
| ---- | ---------------- | --------------------- | ------ |
| 1    | Max Verstappen   | Red Bull-Honda RBPT   | 119    |
| 2    | Sergio Pérez     | Red Bull-Honda RBPT   | 105    |
| 3    | Fernando Alonso  | Aston Martin-Mercedes | 75     |
| 4    | Lewis Hamilton   | Mercedes              | 56     |
| 5    | Carlos Sainz Jr. | Ferrari               | 44     |
| 6    | George Russell   | Mercedes              | 40     |
| 7    | Charles Leclerc  | Ferrari               | 34     |
| 8    | Lance Stroll     | Aston Martin-Mercedes | 27     |
| 9    | Lando Norris     | McLaren-Mercedes      | 10     |
| 10   | Pierre Gasly     | Alpine-Renault        | 8      |
| 11   | Nico Hülkenberg  | Haas-Ferrari          | 6      |
| 12   | Esteban Ocon     | Alpine-Renault        | 6      |
| 13   | Valtteri Bottas  | Alfa Romeo-Ferrari    | 4      |
| 14   | Oscar Piastri    | McLaren-Mercedes      | 4      |
| 15   | Zhou Guanyu      | Alfa Romeo-Ferrari    | 2      |
| 16   | Yuki Tsunoda     | AlphaTauri-Honda RBPT | 2      |
| 17   | Kevin Magnussen  | Haas-Ferrari          | 2      |
| 18   | Alexander Albon  | Williams-Mercedes     | 1      |

| Pos. | Écurie                | Points |
| ---- | --------------------- | ------ |
| 1    | Red Bull-Honda RBPT   | 224    |
| 2    | Aston Martin-Mercedes | 102    |
| 3    | Mercedes              | 96     |
| 4    | Ferrari               | 78     |
| 5    | McLaren-Mercedes      | 14     |
| 6    | Alpine-Renault        | 14     |
| 7    | Haas-Ferrari          | 8      |
| 8    | Alfa Romeo-Ferrari    | 6      |
| 9    | AlphaTauri-Honda RBPT | 2      |
| 10   | Williams-Mercedes     | 1      |

## Statistiques
Le Grand Prix de Miami 2023 représente :
- La 3e pole position de Sergio Pérez, sa deuxième de la saison[25] ;
- la 38e victoire de Max Verstappen, sa troisième de la saison[26] ;
- la 97e victoire de Red Bull, la cinquième en cinq épreuves disputées[27] ;
- le 26e doublé de Red Bull, le quatrième de la saison[28] ;
- la 5e victoire de Honda RBPT en tant que motoriste, invaincu à ce point de la saison[29] ;

Au cours de ce Grand Prix :
- Max Verstappen égale Sebastian Vettel au nombre de victoires avec Red Bull (38 succès)[30] ;
- Sergio Pérez passe la barre des 1 300 points inscrits en Formule 1 (1 306 points)[31] ;
- Charles Leclerc passe la barre des 900 points inscrits en Formule 1 (902 points)[32] ;
- Max Verstappen est élu « pilote du jour » à l'issue d'un vote organisé sur le site officiel de la Formule 1[33] ;
- Danny Sullivan (15 Grands Prix chez Tyrrell Racing en 1983, 2 points, vainqueur des 500 miles d'Indianapolis 1985 et champion CART en 1988) a été nommé conseiller par la FIA pour aider le groupe des commissaires de course dans leurs jugements[34].